# A Real Live Teddy Bear
A Real Live Teddy Bear è un cortometraggio muto del 1910 diretto da Frank Wilson.

## Trama
Un uomo si porta a casa un vero orso selvaggio e finisce per andare in galera.

## Produzione
Il film fu prodotto dalla Hepworth.

## Distribuzione
Distribuito dalla Hepworth, il film - un cortometraggio di 114 metri - uscì nelle sale cinematografiche britanniche nell'ottobre 1910.
Si conoscono pochi dati del film che, prodotto dalla Hepworth, fu distrutto nel 1924 dallo stesso produttore, Cecil M. Hepworth. Fallito, in gravissime difficoltà finanziarie, il produttore pensò in questo modo di poter almeno recuperare il nitrato d'argento della pellicola.